# Olivellopsis amoni
Olivellopsis amoni is een slakkensoort uit de familie van de Bellolividae. De wetenschappelijke naam van de soort werd voor het eerst geldig gepubliceerd in 2005 door Sterba & Lorenz als Olivella amoni.